# Палья (приток Северной Сосьвы)
Палья (устар. Паль-Я) — река в России, протекает в Ханты-Мансийском автономном округе. Устье реки находится в 310 км по левому берегу реки Северной Сосьвы. Длина реки — 50 км, площадь водосборного бассейна — 800 км².

## Притоки
- 6 км: Изан
- 23 км: Охъя
- 27 км: Мань-Накасия
- 30 км: Унсъя
- 32 км: Пальтоип
- 35 км: Яныг-Накасия
- 36 км: Турынья

## Данные водного реестра
По данным государственного водного реестра России относится к Нижнеобскому бассейновому округу, водохозяйственный участок реки — Северная Сосьва, речной подбассейн реки — Северная Сосьва. Речной бассейн реки — (Нижняя) Обь от впадения Иртыша.
Код объекта в государственном водном реестре — 15020200112115300027551.